# 徐輝祖
徐輝祖（1368年—1407年），初名允恭，明朝開國功臣徐達長子，同時也是明成祖的長國舅。母谢氏，以嫡子袭封魏国公。

## 生平

### 早年经历
徐允恭身高八尺五寸，英俊潇洒还有才气。在明太祖時期已在左軍都督府任職。徐達去世後，允恭嗣爵，為了避皇太孫朱允炆諱，獲賜名輝祖。輝祖曾在陝西、北平、山東、河南擔當軍務。燕王府的阿鲁帖木儿别有所图，被他抓捕诛杀了，回来之后掌管中军都督府。

### 建文年间
惠帝繼位後，加太子太傅。建文元年四月，将逢朱元璋忌日，燕王朱棣派儿子朱高炽、朱高煦、朱高燧入京。等三人到了京城，齐泰请求建文帝把他们一并留下。黄子澄说：“不可以。怀疑他而作此准备，是有害的，不如把他们全部遣返。”徐辉祖此时秘密奏报说：“我的三个外甥中，只有高煦勇猛剽悍而且无赖。他不但不忠于陛下，也会背叛他的父亲，他日一定会成为大患。”惠帝问徐辉祖弟弟徐增寿和驸马王宁，二人都包庇他们，于是将三人遣返归国。朱高煦偷了徐辉祖的马逃跑。徐辉祖派人去抓，没有追上，惠帝听说了，就把他当做亲信。此后不久，朱棣发动靖难之役。在战役期间，朱高煦作为燕军主将出力甚多，惠帝说：“吾悔不用辉祖之言！”
建文三年四月，徐輝祖奉命参加白沟河之战，率军成功掩护李景隆撤退。建文四年正月，朝廷命徐輝祖帶兵北上。四月，与燕兵交战於齊眉山，南军大胜，斩燕将李斌。南军再次获得胜利，再加上暑热，燕军陷入窘境。这时，朝廷讹传燕军已兵败，京师不可无良将，遂召回徐辉祖。淮北的中央軍因此勢孤而大敗。燕兵渡江後，徐輝祖仍引兵力戰。

### 永乐年间
朱棣入京後，輝祖留在父祠，因不肯迎接朱棣而下狱。朱棣亲自召见询问，徐辉祖一言不发，拒绝推戴。司法部门逼迫他招供，徐辉祖只写下父亲獲頒鐵券記錄的話：开国功臣，子孙免死而已。朱棣大怒，想要诛杀他，却又因為是國舅的緣故而中止，最終勒令他返回私宅，革去俸禄和爵位。永乐五年（1407年），徐辉祖去世。徐輝祖死後一個多月，朱棣以「中山王不可無後」為理由，由其長子徐欽繼承魏國公。神宗時，朝廷錄建文忠臣，在南京設廟祭祀，以輝祖居首。後追贈太師，諡忠貞。